# Glomerales
De Glomerales vormen een orde van Glomeromycota uit de klasse van Glomeromycetes.

## Taxonomische indeling
De taxonomische indeling van de Glomerales is volgens de Index Fungorum als volgt:
Orde: Glomerales
- Familie: Entrophosporaceae
- Familie: Glomeraceae